# Babina (geslacht)
Babina is een geslacht van kikkers uit de familie echte kikkers (Ranidae). De groep werd voor het eerst wetenschappelijk beschreven door Joseph Chessman Thompson in 1912. Later werd de wetenschappelijke naam Nidirana gebruikt.
Er zijn tien soorten, inclusief de pas in 2007 beschreven Babina hainanensis. Alle soorten komen voor in Azië: zuidelijk China, Japan, Laos, Thailand en Vietnam, waarschijnlijk ook in Myanmar.
Vrouwtjes van dit geslacht maken tijdens het paren geluid, waarschijnlijk om het mannetje te stimuleren. Ook voorafgaand aan de paring maakt het vrouwtje geluid dat mannetjes aantrekt. Deze gaan gevechten aan waarop het vrouwtje haar geschikte partner kan zoeken in het donker.

## Taxonomie
Geslacht Babina
- Soort Babina adenopleura
- Soort Babina caldwelli
- Soort Babina chapaensis
- Soort Babina daunchina
- Soort Babina hainanensis
- Soort Babina holsti
- Soort Babina lini
- Soort Babina okinavana
- Soort Babina pleuraden
- Soort Babina subaspera